# Кам'янська сільська рада (Софіївський район)
| Кам'янська сільська рада — колишній орган місцевого самоврядування у Софіївському районі Дніпропетровської області з адміністративним центром у с. Кам'янка. Сільській раді були підпорядковані населені пункти: - с. Кам'янка - с. Вишневе - с. Ізлучисте - с. Новохортиця - с. Олексіївка |

## Склад ради
Рада складалася з 16 депутатів та голови.

## Керівний склад сільської ради
| ПІБ                       | Основні відомості                                                         | Дата обрання | Дата звільнення |
| ------------------------- | ------------------------------------------------------------------------- | ------------ | --------------- |
| Ткачук Віра Олександрівна | Сільський голова, 1953 року народження, освіта, член народної партії      | 26.03.2006   | 31.10.2010      |
| Ткачук Віра Олександрівна | Сільський голова, 1953 року народження, освіта вища, член Партії регіонів | 31.10.2010   |                 |

Примітка: таблиця складена за даними джерела